# Comedy Central (Nederland)
Op 30 april 2007 werd een Nederlandse versie van de Amerikaanse comedyzender Comedy Central gelanceerd. De programmering van de Nederlandse versie bestaat voornamelijk uit Amerikaanse programma's, waaronder South Park, Family Guy, Young Sheldon, Friends, How I Met Your Mother, en Modern Family.

## Geschiedenis
Comedy Central is voortgevloeid uit het kanaal The Box. The Box was eerst een Nederlandse muziekzender, waarbij het mogelijk was om videoclips aan te vragen. Later werden vooral comedyseries uitgezonden, overwegend van Amerikaanse herkomst.
The Box werd in juni 2004 overgenomen door MTV Networks Benelux van Viacom en op 1 december 2006 werd de zendtijd van The Box drastisch ingekort, nadat de kinderzender Nickelodeon verplaatst werd van het kanaal van Talpa (nu RTL 8) naar het kanaal van The Box. Na die tijd werd The Box omgevormd tot comedyzender, met de naam The Box Comedy. Op 30 april 2007 werd het kanaal omgedoopt tot Comedy Central. De jaren tussen 2007 en 2010 zond de zender uit telkens van 20.00 uur 's avonds tot 5.00 uur 's morgens. De programmering begon na de programmering van Nickelodeon.
In oktober 2008 kreeg Comedy Central Nederland een digitaal dochterkanaal, namelijk Comedy Central Family. De nieuwe televisiezender is een nauwe samenwerking tussen MTV Networks en Endemol. De zender zendt 24 uur per dag uit en werd als eerste aangeboden bij kabelexploitant Ziggo. Hierna volgden andere aanbieders geleidelijk.
Op 4 november 2010 werd er bekendgemaakt dat Comedy Central meer zendtijd krijgt. Per 1 januari 2011 ging de zender vanaf 15:00 uur uitzenden op het voormalige TMF kanaal, in de ochtend- en vroege middaguren zond op hetzelfde kanaal Kindernet uit.
Vanaf 1 oktober 2012 zond Comedy Central 21 uur per dag uit, van 09:00 tot 06:00 lokale tijd. Op hetzelfde kanaal zond in de vroege ochtenduren Kindernet uit, van 06:00 tot 09:00 lokale tijd.
Vanaf 1 november 2013 zendt Comedy Central 24 uur per dag uit.
Vanaf november 2011 is de digitale zender Comedy Central Extra via kabelmaatschappij Ziggo te zien. Deze zendt onder meer het Amerikaanse satirische programma The Daily Show with Jon Stewart en stand-upshows uit.
Op 1 oktober 2011 heeft de zender een rebrand ondergaan vanwege het nieuwe logo. In 2012 startte de zender met HD-uitzendingen, beginnend op 3 april 2012 bij UPC en vanaf 2 juli 2012 bij Ziggo. Er wordt steeds vaker in native HD uitgezonden op Comedy Central.
De voice-over wordt sinds de start van de zender in 2007 en sinds de rebrand in 2011 verzorgd door Joost Griffioen.